# Station F

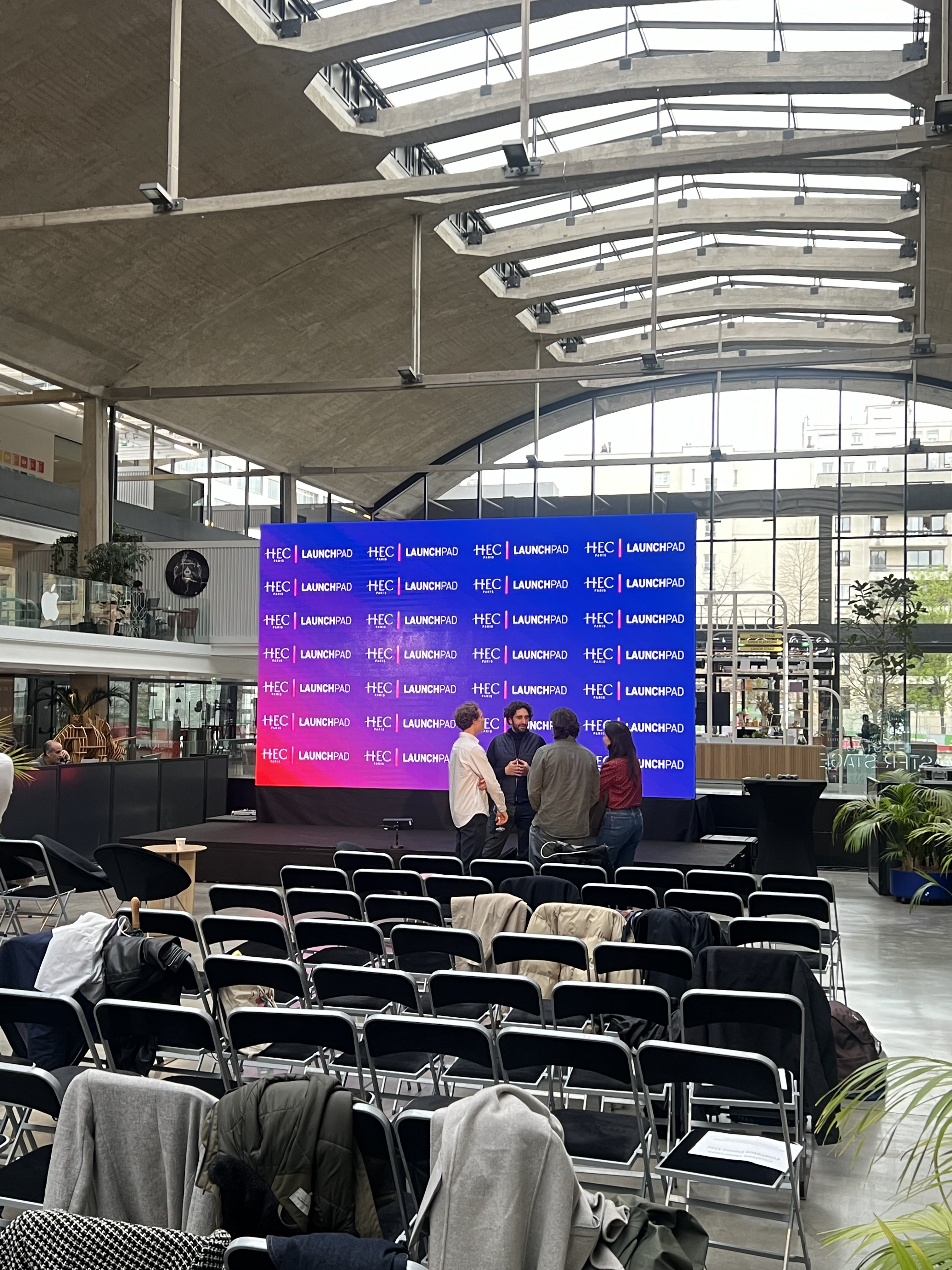
HEC Paris Startup Launchpad Demo Day 2024

Station F is een campus van startups, ingehuldigd op 29 juni 2017, verdeeld over 34.000 vierkante meter en gelegen in de Halle Freyssinet, in Parijs. Initiatiefnemer voor het project was Xavier Niel. Het is de grootste startup-campus ter wereld.

## Halle Freyssinet
Station F is gevestigd in een voormalig goederenstation, dat verbonden was met het spoorwegnetwerk via de Gare d'Austerlitz. Het gaat om een gebouw in gewapend beton dat werd gebouwd tussen 1927 en 1929 en dat werd genoemd naar zijn ontwerper, ingenieur Eugène Freyssinet. Enkele elementen in Station F verwijzen naar het verleden als goederenstation, zoals de bureaus als containers en de centrale, zwarte zitbanken als een spoorlijn.

## Campus
De Station F campus beslaat 34.000 vierkante meter en herbergt een opstartruimte van meer dan 3.000 werkstations, een markt, 26 internationale ondersteunings- en versnellingsprogramma's, evenementenruimtes en verschillende eetgelegenheden. Het gebouw heeft vergaderruimtes, een restaurant, drie bars en een auditorium met 370 zitplaatsen. In de incubator zijn ook diensten aanwezig die essentieel zijn voor het functioneren van startups: investeringsfondsen, een fab lab, 3D-printers en openbare diensten.